# Inglês médio
Inglês médio, segundo a linguística histórica, refere-se às diversas formas da língua inglesa faladas entre a Conquista normanda da Inglaterra em 1066 e finais do século XV, quando a Chancery Standard, uma forma de inglês baseado no sotaque londrino, começou a generalizar-se, um processo auxiliado pela introdução da imprensa na Inglaterra por William Caxton na década de 1470, e um pouco mais tarde por Richard Pynson. Por essa altura o dialecto nortúmbrio (falado no sudeste da Escócia) foi-se desenvolvendo para a língua ânglica escocesa. A língua falada na Inglaterra desde este período, até 1650, é conhecido como Inglês moderno.